# Notre-Dame de la Salette, Antsirabé
Notre-Dame de la Salette, Antsirabé är en katedral tillhörig romersk-katolska kyrkan som är belägen i Antsirabe, den tredje största staden i  önationen Madagaskar.

## Historia
En liten lerkyrka hade upprättats av den franska prästen Fader Dupuy före 1900. I början av seklet anlände Vår Fru av La Salettes missionärer till Antsirabe och byggde 1908 en kyrka som var 22 meter lång, 16 meter bred, 8 meter hög, med ett 14 meter högt klocktorn.
Med inrättandet 1921 av stiftet Antsirabé beordrade montsignor François Dantin att en ny kyrka skulle byggas, eftersom den tidigare var för liten för den växande katolska befolkningen i Madagaskar. Dantin beordrade också att denna kyrka skulle vara katedralen för det nya stiftet.
Fader Joseph Michaud var byggmästare och arkitekt för den nya kyrkan. Monsignor Jean-Baptiste Raharijaona var projektledare. Hörnstenen, importerad från Frankrike, lades 1924. Den 5 januari 1925 började arbetet med den nya byggnaden. Den 19 september 1931 invigdes katedralen officiellt, även om byggnaden ännu inte färdigställdes. Den 22 september 1931 ägde den officiella välsignelsen rum, under ledning av monsignor François Dantin i närvaro av biskop Charles Givelet, då  apostolisk vicar av Fianarantsoa, och biskop Etienne Fourcadier, sedan apostolisk vicar av Tananarivo.
Den nuvarande kyrkan är 60 meter lång, 16,77 meter bred, 14 meter hög. Klocktornet har en höjd av 45 meter.
År 2005 firade församlingen sitt 75-årsjubileum.

## I dag
Varje 19 september fungerar kyrkan som en vallfartskyrka i stiftet Antsirabé under vår Fru av La Salettes festdag. Katedralen har mässa varje söndag kl 06.30 och 9.00.

## Galleri
|  |  |  |